# جاك بلومنتال
جاك بلومنتال (بالألمانية: Jacques Blumenthal)‏ هو ملحن وعازف بيانو ألماني، ولد في 1829، وتوفي في 1908.

## وصلات خارجية
- جاك بلومنتال على موقع ميوزك برينز (الإنجليزية)
- جاك بلومنتال على موقع ديسكوغز (الإنجليزية)